# 추파추파
추파추파(스페인어: chupa-chupa, 학명: Matisia cordata 마티시아 코르다타[*])는 아욱과의 과일 나무이다. 열매는 사포테라 불리는 과일의 하나로, 남미사포테(스페인어: zapote sudamericano 사포테 수다메리카노[*])라는 이름으로도 알려져 있다. 원산지는 볼리비아, 브라질, 에콰도르, 코스타리카, 콜롬비아, 파나마, 페루 등 중·남미 지역이다.

## 사진

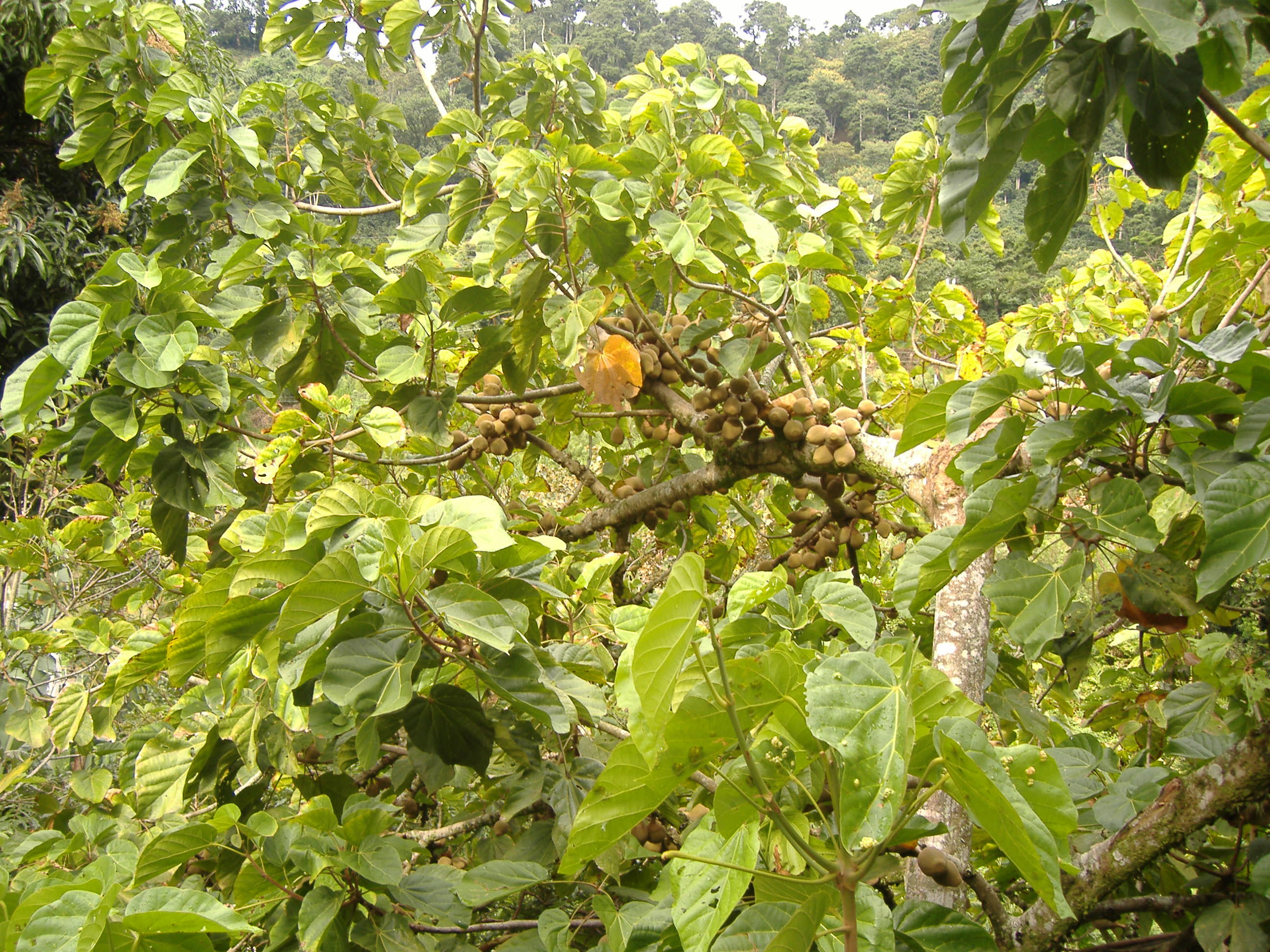
나무
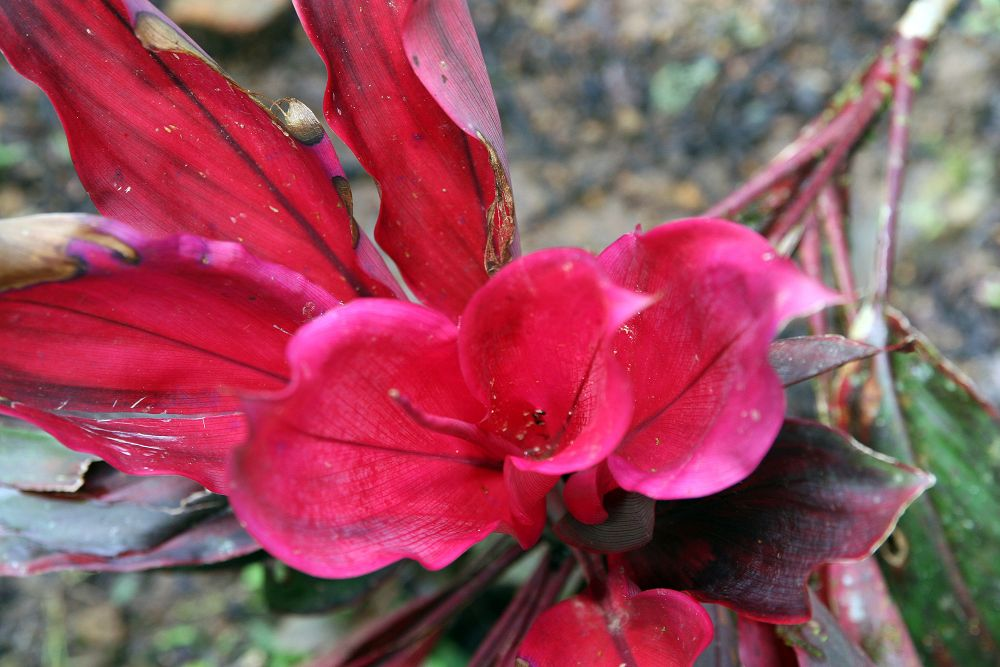
붉은 꽃
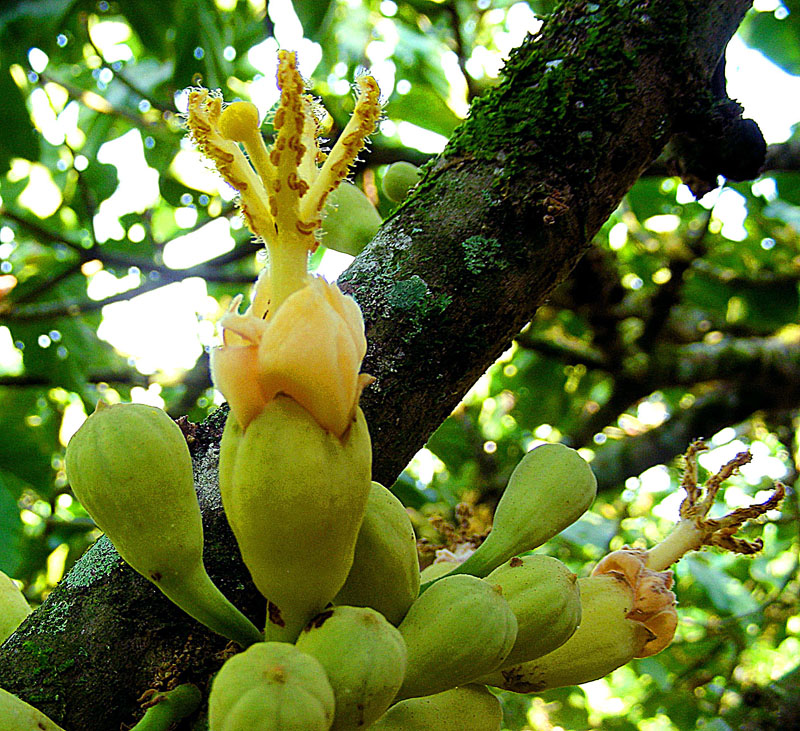
노란 꽃
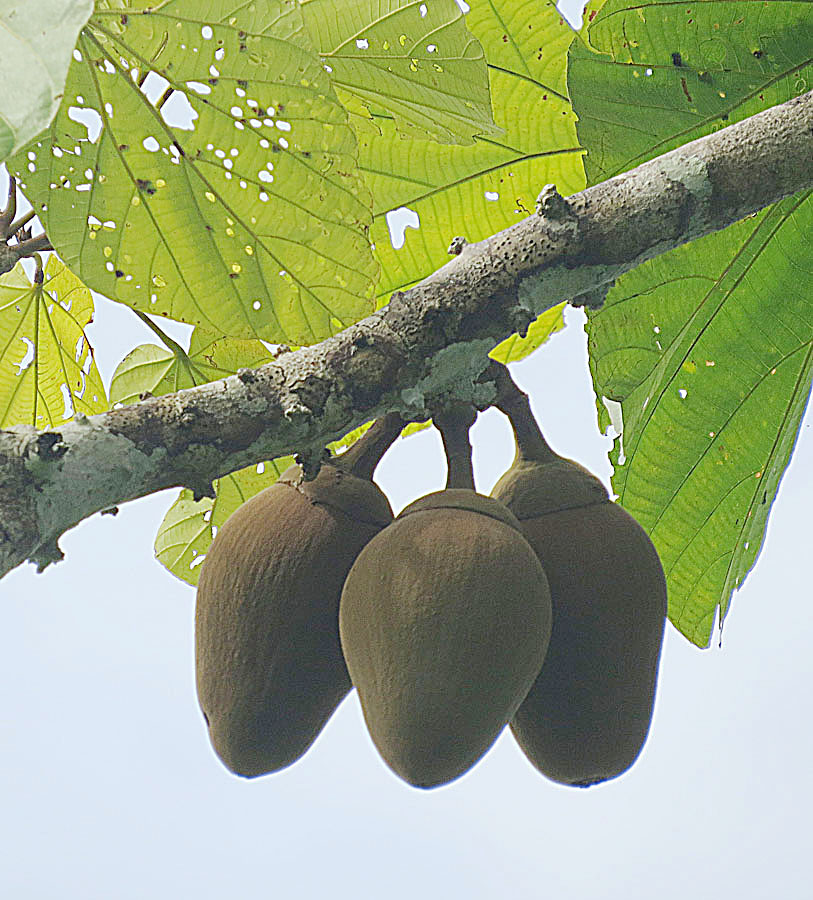
열매
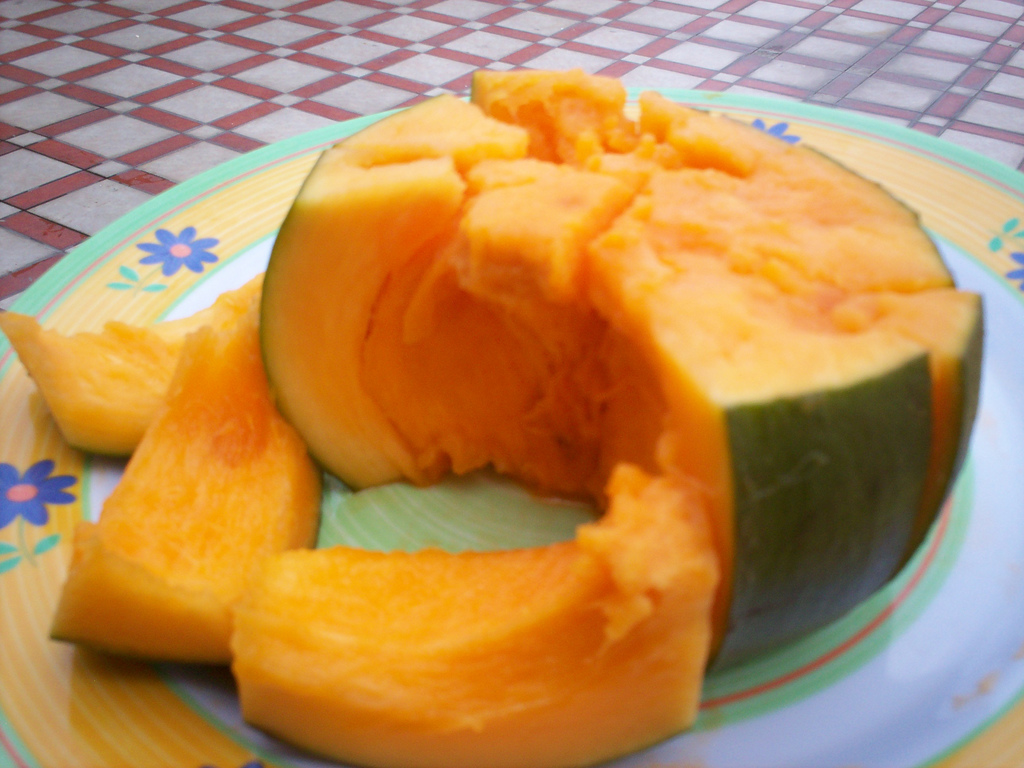
열매